# Calvin Ellis

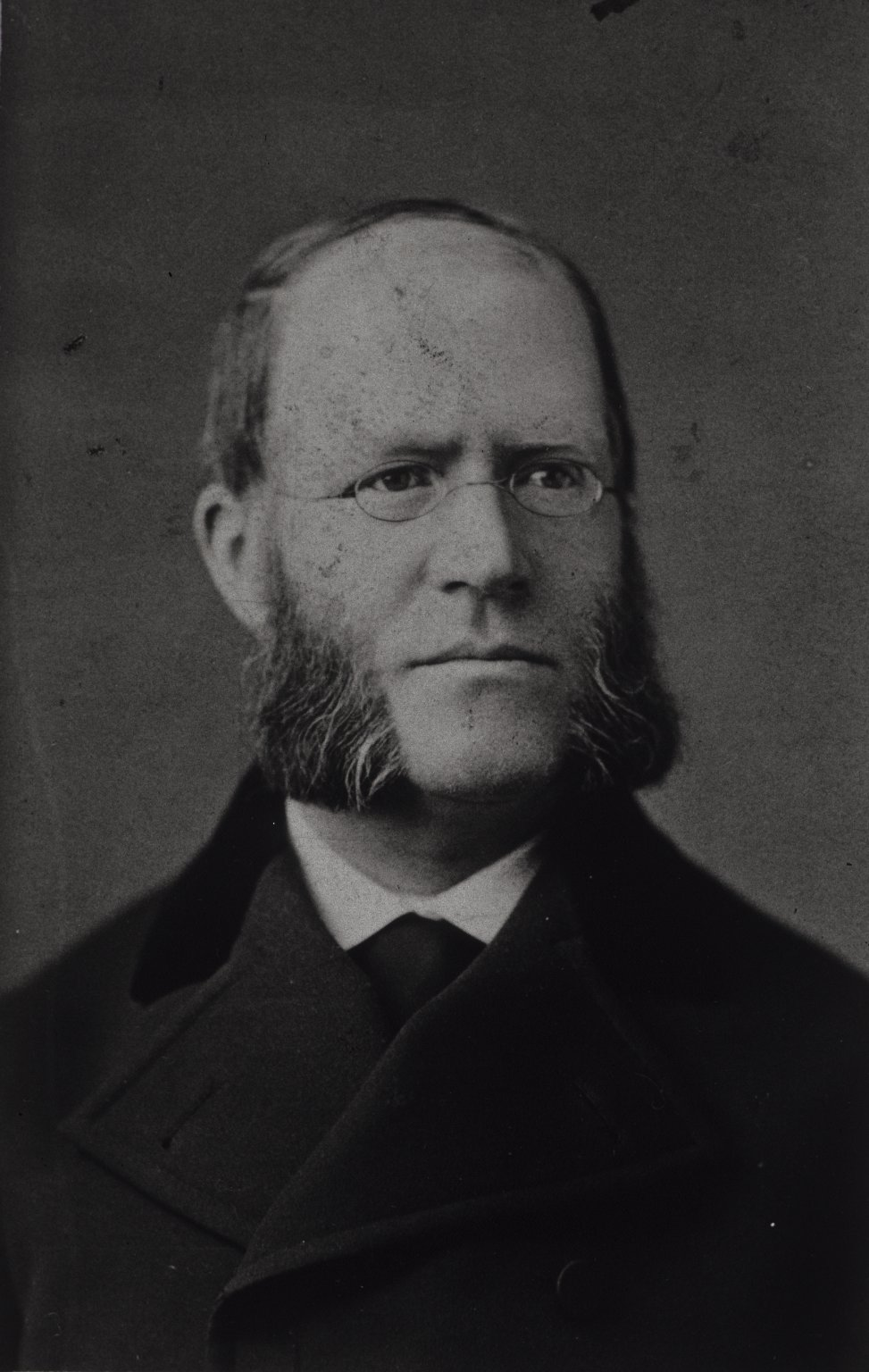
Calvin Ellis

Calvin Ellis (ur. 15 sierpnia 1826 w Bostonie, zm. 14 grudnia 1883 tamże) – amerykański lekarz. Na jego cześć nazwano tzw. linię Ellisa-Damoiseau. Ukończył szkołę medyczną Harvard University w 1849. Praktykował w Bostonie, od 1867 jako profesor medycyny klinicznej.